# Emmental (district)
Verwaltungskreis Emmental is een district in het kanton Bern met hoofdplaats Langnau im Emmental. Het district omvat 42 gemeenten op 690,45 km².

## Geschiedenis
Bij de herindeling van het kanton Bern in 2010 is het district gevormd uit delen van de voormalige districten Burgdorf, Signau en Trachselwald. Eerder waren er ook nog twee districten die al eerder waren gefuseerd met Burgdorf en Signau.

## Gemeenten
De volgende gemeenten maken deel uit van het district.
| Wapen                  | Gemeentenaam           | Inwoners (x) | Oppervlakte (km²) |
| ---------------------- | ---------------------- | ------------ | ----------------- |
| Aefligen               | Aefligen               | 1.065        | 2,03              |
| Affoltern im Emmental  | Affoltern im Emmental  | 1.153        | 11,49             |
| Alchenstorf            | Alchenstorf            | 574          | 6,56              |
| Bätterkinden           | Bätterkinden           | 3.142        | 10,17             |
| Burgdorf               | Burgdorf               | 15.907       | 15,61             |
| Dürrenroth             | Dürrenroth             | 1.066        | 14,13             |
| Eggiwil                | Eggiwil                | 2.433        | 60,32             |
| Ersigen                | Ersigen                | 1.642        | 8,73              |
| Hasle bei Burgdorf     | Hasle bei Burgdorf     | 3.262        | 21,90             |
| Heimiswil              | Heimiswil              | 1.604        | 23,34             |
| Hellsau                | Hellsau                | 191          | 1,49              |
| Hindelbank             | Hindelbank             | 2.304        | 6,72              |
| Höchstetten            | Höchstetten            | 272          | 2,63              |
| Kernenried             | Kernenried             | 447          | 3,34              |
| Kirchberg              | Kirchberg (BE)         | 5.786        | 9,02              |
| Koppigen               | Koppigen               | 2.080        | 6,93              |
| Krauchthal             | Krauchthal             | 2.289        | 19,43             |
| Langnau im Emmental    | Langnau im Emmental    | 9.103        | 48,39             |
| Lauperswil             | Lauperswil             | 2.642        | 21,22             |
| Lützelflüh             | Lützelflüh             | 4.079        | 26,92             |
| Lyssach                | Lyssach                | 1.398        | 6,06              |
| Mötschwil              | Mötschwil              | 131          | 2,94              |
| Niederösch             | Niederösch             | 234          | 4,63              |
| Oberburg               | Oberburg               | 2.937        | 14,11             |
| Oberösch               | Oberösch               | 109          | 2,14              |
| Röthenbach im Emmental | Röthenbach im Emmental | 1.240        | 36,78             |
| Rüderswil              | Rüderswil              | 2.331        | 17,15             |
| Rüdtligen-Alchenflüh   | Rüdtligen-Alchenflüh   | 2.403        | 2,74              |
| Rüegsau                | Rüegsau                | 3.127        | 15,10             |
| Rumendingen            | Rumendingen            | 89           | 2,42              |
| Rüti bei Lyssach       | Rüti bei Lyssach       | 172          | 1,30              |
| Schangnau              | Schangnau              | 886          | 36,48             |
| Signau                 | Signau                 | 2.737        | 22,10             |
| Sumiswald              | Sumiswald              | 5.031        | 59,37             |
| Trachselwald           | Trachselwald           | 979          | 15,95             |
| Trub                   | Trub                   | 1.344        | 62,02             |
| Trubschachen           | Trubschachen           | 1.423        | 15,63             |
| Utzenstorf             | Utzenstorf             | 4.123        | 16,94             |
| Wiler bei Utzenstorf   | Wiler bei Utzenstorf   | 822          | 3,83              |
| Willadingen            | Willadingen            | 211          | 2,16              |
| Wynigen                | Wynigen                | 1.997        | 28,31             |
| Zielebach              | Zielebach              | 335          | 1,92              |
|                        | Totaal (42)            | x            | 690,45            |

Bern-Mittelland · Biel/Bienne · Emmental · Frutigen-Niedersimmental · Interlaken-Oberhasli · Jura bernois · Oberaargau · Obersimmental-Saanen · Seeland · Thun